# 許敬宗
許 敬宗（きょ けいそう、開皇12年（592年） - 咸亨3年8月24日（672年9月20日））は、中国の唐の政治家、文学者、歴史家。字は延族。高陽郡新城県（現在の河北省保定市徐水区の西南）の出身。『高祖実録』、『文館詞林』、『西域図志』などの編纂に参与した。

## 生涯
陳の許亨の孫、隋の礼部侍郎を勤めた許善心の子。彼は若くして文章に優れた。隋の大業年間に秀才に挙げられ、淮陽郡司法書佐に任ぜられ、また通事舎人をつとめた。
父が宇文化及のために惨殺されると、逃れて李密の下で元帥府記室となった。唐の武徳初年に、唐に帰順して漣州別駕に任ぜられた。秦王李世民（太宗）に召されて、文学館学士となり、秦王府十八学士のひとりに数えられた。貞観年間に、著作郎をはじめ、中書舎人、給事中、黄門侍郎、太子右庶子などを歴任した。李治（高宗）の代になると、中書令に昇進した。やがて李義府と共に、武則天（武氏）を擁立して、権力を振るい、政敵である同姓の許圉師を罪に陥れたりした。
さらに亡き太宗の腹心であった長孫無忌と褚遂良を流罪にして死を賜るように高宗に積極的に進言したのも、武則天の意向を受けた許敬宗だったようである。
咸亨3年（672年）8月、81年の生涯を閉じて、「恭」と諡された。

## 性格
好色で貪欲、また冷酷で残忍な人物でもあったという。
長孫皇后が亡くなったとき、欧陽詢の顔が醜いのを笑って、御史の弾劾を受け、洪州都督府司馬に左遷された。

## 歴史書の改竄
唐初の皇帝の記録である『高祖実録』、『太宗実録』を敬播が撰したが、許敬宗が修国史の任につくと、自分の都合で改竄をおこなった。
封倫は、つねづね隋の虞世基と（許敬宗の父）許善心がともに殺害された事件について、「むかし虞世基が死んだとき、弟の虞世南は身代わりになろうとしたが、許善心が死んだとき、子の許敬宗は舞いを踊って生を求めた」と批評していた。このことに恨みをもっていた許敬宗は、封倫伝を立てて、かれのことを悪し様に書いた。
許敬宗の娘が奴隷あがりの将軍である銭九隴にとついでいたため、銭九隴の門閥と功績をでっち上げて、劉文静、長孫順徳と同じ巻にその伝を収録した。
高句麗遠征（唐の高句麗出兵）のとき、敵に臆病を笑われ敗北を喫した龐孝泰は、許敬宗に賄賂を贈った。このため許敬宗は「漢将の驍健なるものは、ただ蘇定方と龐孝泰。曹継叔・劉伯英はみなその下に出る」と書いた。
許敬宗の子の許昂が尉遅敬徳の孫娘をめとっていたため、許敬宗は尉遅敬徳の過失については記さず、軍神のような人物に描いた。また、太宗が長孫無忌に「威鳳賦」を賜った出来事をわざわざ尉遅敬徳にすり替えて記録した。

## 子孫
- 許昂：許敬宗の長子。虔化令
  - 許彦伯：許昂の長子。太子舎人
    - 許望：許彦伯の子。右羽林将軍
      - 許遠：許望の子。侍御史、睢陽太守
        - 許峴：許遠の子。袁州刺史

  - 許韶伯：許昂の次子。右屯衛将軍、平恩公
- 許昱：許敬宗の子。明堂令
- 許杲：許敬宗の子。恭陵令
- 許景：許敬宗の子。工部郎中、判右羽林大将軍

## 伝記資料
- 『旧唐書』巻82 列伝第32「許敬宗伝」
- 『新唐書』巻223上 列伝第148上 姦臣上「許敬宗伝」